# Nakajima Ki-116
Nakajima Ki-116 là một mẫu máy bay tiêm kích được phát triển vào cuối Chiến tranh thế giới II cho Không quân Lục quân Đế quốc Nhật Bản. Nó cơ bản là một chiếc Ki-84 Hayate với động cơ động cơ Nakajima Ha-45 được thay thế bằng Mitsubishi Ha-112. Thiết kế do hãng Mansyū (満州) ở Mãn Châu Quốc xử lý, và do đó có tên định danh khác là Mansyū Ki-116.